# 이기남 (조선)
이기남(李奇男)은 조선 중기의 무신이다. 본관은 광산(光山)이다. 임진왜란 당시 이순신 휘하에서 종군하였다. 이후 훈련원 판관(종5품) 겸 거북선 돌격장이 되어 이언량과 함께 사천해전, 당포해전에서 대승을 거뒀다. 이후, 전쟁이 장기화되자, 둔전을 설치하여 군량을 조달하였다. 이후, 왜교성 전투와 노량해전에도 참전하여 공을 세웠다.
이후 벼슬이 절충장군(무반 정3품 상계:당상관) 첨지중추부사(경관 정3품:당상관)에 이르렀다.

## 대중매체의 묘사
- 《임진왜란 1592》에서 배우 이철민이 연기했다.
- 《한산: 용의 출현》에서 배우 이운산이 연기했다.